# Embolada

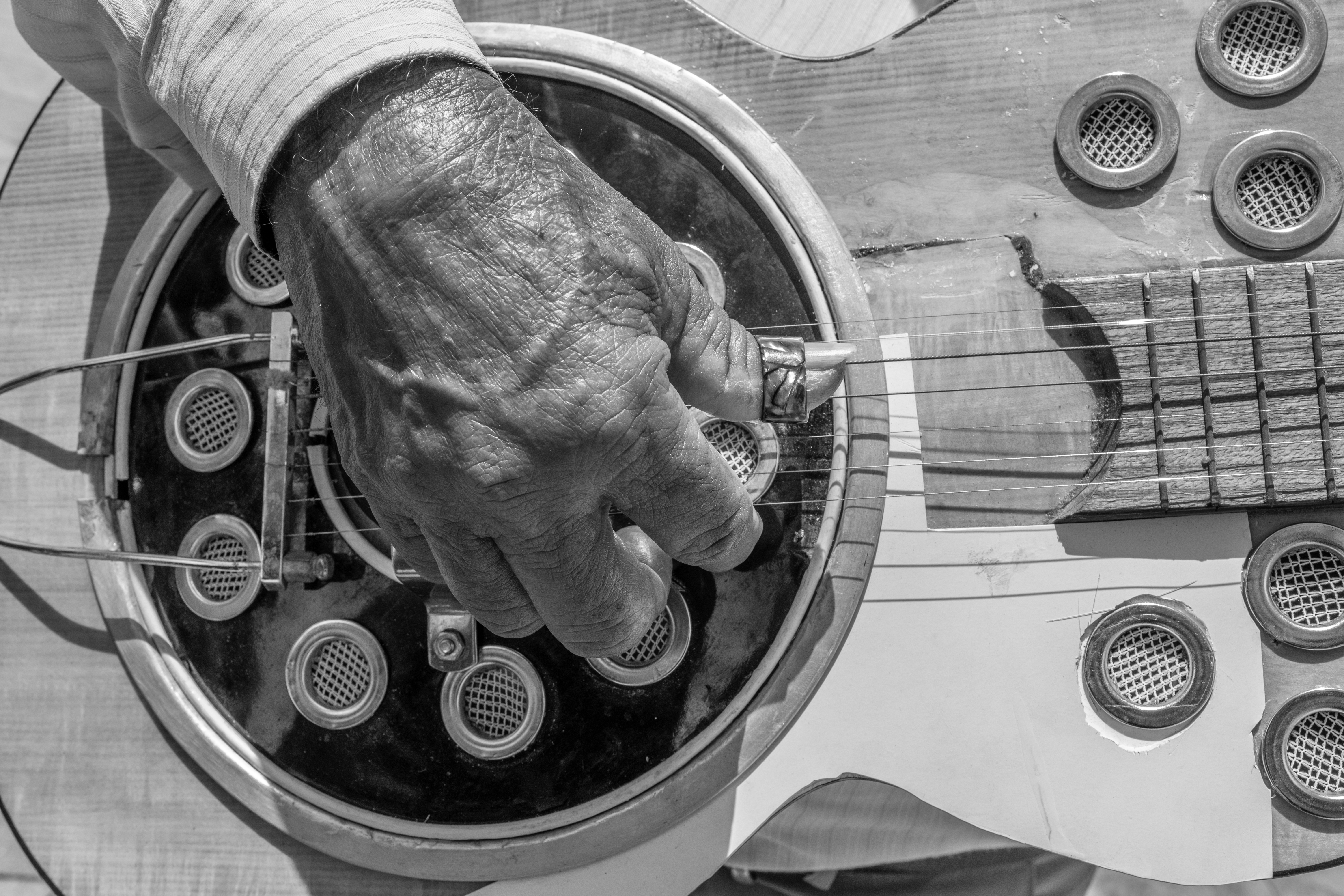
Embolada na Praça do Marco Zero, Recife Escutar a musica de esta imagem

Embolada, coco de embolada, coco-de-improviso ou coco de repente é uma arte surgida no Nordeste do Brasil, onde é especialmente popular.
Consiste em uma dupla de cantadores que, ao som enérgico do pandeiro, montam versos bastante métricos, rápidos e improvisados. Cada parceiro deve improvisar uma resposta rápida e ao mesmo tempo bem bolada. Caso não consiga, seu par é coroado triunfante. Não deve ser confundido com o repente, em que a música e a resposta são lentas, melodiosas e o tema principal é a vida cotidiana.
O embolador porém também é um repentista, assim como o violeiro ou o aboiador, que se utilizam de técnica e instrumentos diferentes.